# Phare Archer Point
Le phare Archer Point est situé à Archer Point (en), à environ 14 km au sud-est de   Cooktown dans le Queensland en  Australie. Construit en 1883, il est remplacé en 1975.

## Histoire

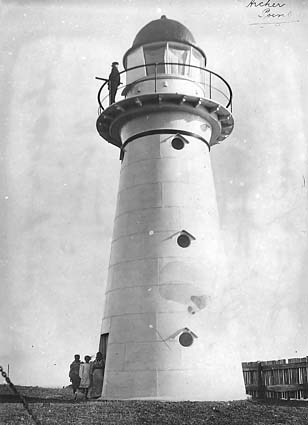
Le phare d' Archer Point en 1917

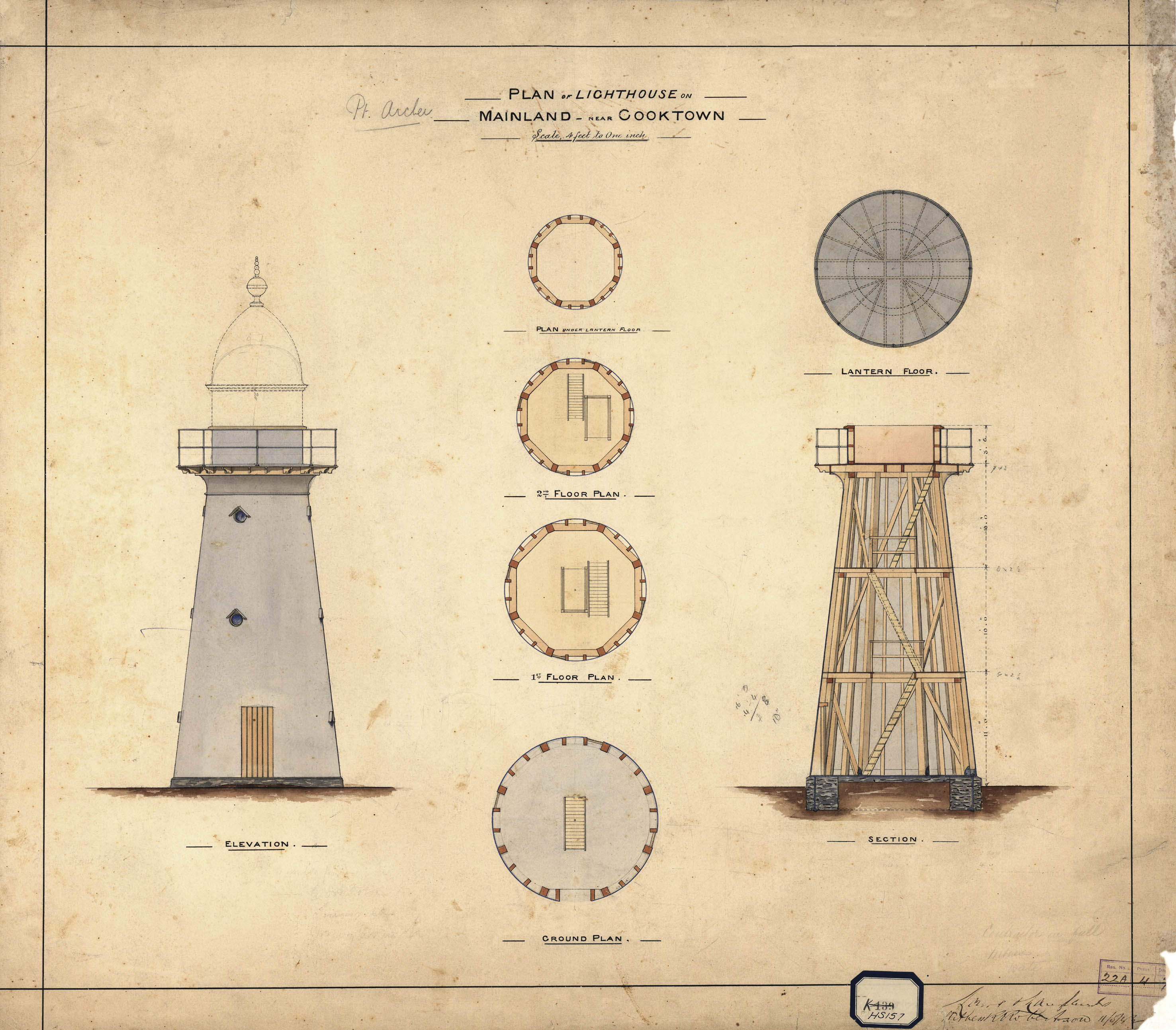
Plans du phare d'origine, 1882

## Source
- (en) Cet article est partiellement ou en totalité issu de l’article de Wikipédia en anglais intitulé « Archer Point Light » (voir la liste des auteurs).